# Andrej Albrecht
Andrej Albrecht, slovenski rimskokatoliški duhovnik in katehetičen pisatelj, * 18. november 1782, Idrija, † 20. november 1848, Novo mesto.

## Življenje in delo
Po končanem študiju teologije v Ljubljani je bil 1805 posvečen v duhovnika. Služboval v Semiču, na Krki, v Kranju, Dolenji vasi pri Ribnici, Vrhniki, postal 1823 kanonik in mestni župnik v Ljubljani, 1831 prošt v Novem mestu. V Dolenji vasi je 1812, ob času najhujše francoske vojne, začel na hribu blizu župnišča zidati novo farno cerkev. V abecedni vojni se je boril proti metelčici. Kupoval je Dalmatinove Biblije, »da jih iztrga iz rok naroda«, ohranil en primerek za svojo knjižnico, druge pa uničil.
Napisal je sledeča dela: Keršanski katolški nauk od narpotrebniših resnic sv. Vere (1839); Keršanski katolški nauk za odrašeno mladost (1835); Sveti Véliki Teden, ali molitve in ceremonije, ki se… véliki teden opravljajo (1829); Razlaganje keršanskiga katoljškiga Nauka, 3 deli (1850/1851).